# 贻来牟机器磨坊
贻来牟机器磨坊是1878年由輪船招商局會辦朱其昂創辦於天津的機器製造麵粉廠。贻来牟机器磨坊屬於商辦企業，麵粉廠僱用十余名工人並使用機器磨麵，生產的麵粉銷售至天津及附近，每年可以獲利六千至七千兩白銀。它是中國食品工業中最早使用機器生產的民族資本企業。